# 向山光昭
向山 光昭（むかいやま てるあき、1927年1月5日  - 2018年11月17日）は、日本の有機化学者。東京大学名誉教授、東京工業大学名誉教授、東京理科大学名誉教授。社団法人北里研究所基礎研究所有機合成化学研究室名誉所員（前室長）。東京化成工業株式会社基礎研究所技術顧問。長野県伊那市出身。位階は従三位。

## 略歴
- 1948年 東京工業大学化学コースを卒業[1]。
- 1953年 学習院大学理学部化学科講師となる[1]。
- 1957年 同助教授となる。また、東京大学より博士号を取得[1]。
- 1958年 東京工業大学理学部化学科に移り[1]、1963年教授となる[1]。
- 1973年 東京大学理学部化学教室に移る[1]。
- 1986年 日本化学会会長を務める。
- 1987年 東京大学を定年退官し、東京理科大学理学部応用化学科に移り教授となる[1]。
- 1989年から1991年まで有機合成化学協会会長を務める。
- 1991年 東京理科大学研究所長に着任。
- 1992年 東京理科大学特任教授に着任。
- 2002年 東京理科大学を退職し北里研究所[1]基礎研究所有機合成化学研究室室長となる。
- 2009年 北里研究所を退職し、東京化成工業株式会社基礎研究所技術顧問。
- 2018年11月17日、肺炎により東京都内の病院で死去[3][2]。91歳没。

## 業績
シリルエノールエーテルとカルボニル化合物をルイス酸触媒（四塩化チタンなど）下で作用させるとアルドール反応が進行することを発見。この反応は世界的に向山アルドール反応と呼ばれるほどで、今日、有機合成化学者で知らない者はいないほど有名である。それ以外にも脱水縮合反応を中心とした研究を行っている。大環状化合物合成に有用な向山縮合試薬や、フッ化糖類を用いる新規グリコシル化反応なども開発した。脱水反応はライフワークともいうべきもので、その手法は大員環ラクトンの合成法である向山-Corey法、糖類の立体選択的アノマー構築など数多くの素反応へと展開された。弟子に当たる光延旺洋がこれを継承し、発展させたものが高名な光延反応である。
東京理科大学時代、これまで有機素反応開発で名を馳せた向山は、パクリタキセル（タキソール）の全合成に取り組み、わずか5年で達成した。その合成ルートはアルドール反応をうまく組み合わせ各置換基の立体が制御された非環形化合物をヨウ化サマリウムを用いた環化反応により八員環（B環）を始めに構築するという非常に特徴的なものであった。これはタキソール全合成5例目に当たる。さらに新規触媒的酸化反応（向山酸化反応）、アルケンの水和反応（向山水和反応）なども開発、幅広く独創的な研究を展開した。近年では、光延反応を改良した有用な反応系（向山酸化還元縮合反応）も開発している。
東京理科大学退職後、北里研究所に異動し、その後も塩化スルフィンイミドイルを用いるアルコールの酸化反応や、晩年はキノン - ホスフィンの酸化－還元系を用いる酸化還元縮合反応なども手がけ、精力的に研究を続けた。
2004年、有機合成化学協会より全米科学アカデミー外国人会員に選出され、また喜寿を迎えたことを記念して向山賞が創設された。2008年には80歳の誕生日を記念し、ケミストリー・アジアン・ジャーナルの第3巻第2号が向山に捧げる記念号として出版された。

## 栄誉
- 1992年 文化功労者
- 1994年 日本学士院会員
- 1994年 フランス共和国国家功労勲章「シュバリエ」
- 1997年 文化勲章
- 2004年 全米科学アカデミー会員[6]
- 2018年 従三位[7]

## 学術賞
- 1957年 日本化学会進歩賞
- 1973年 日本化学会学会賞
- 1975年 内藤記念科学振興賞
- 1978年 東レ科学技術賞
- 1986年 コペルニクス・メダル(Poland)
- 1983年 日本学士院賞・恩賜賞 (日本学士院)
- 1987年 藤原賞
- 1994年 有機合成化学協会特別賞
- 1996年 American Chemical Society Award for Creative Work in Synthetic Organic Chemistry（アメリカ化学会）
- 1998年 テトラヘドロン賞（英国）
- 2006年 Sir Derek Barton Gold Medal (王立化学会)

## 門下生
中村栄一（東大・院理）、林雄二郎（東北大・理）、小林修（東大・院理）など。

## 著書
- 『有機化学 (基礎化学シリーズ)』日刊工業新聞社、1970年。
- 『有機合成反応―新しい可能性を求めて』東京化学同人、1987年。
- 『有機合成反応〈2〉さらなる可能性を求めて』東京化学同人、2010年。